# Gonomyia (Leiponeura) ocypete
Gonomyia (Leiponeura) ocypete is een tweevleugelige uit de familie steltmuggen (Limoniidae). De soort komt voor in het Australaziatisch gebied.